# Залізний Порт
Залі́зний Порт — курортне село в Україні, у Бехтерській сільській громаді Скадовського району Херсонської області.

## Розташування
Село розташоване в південній частині Скадовського району на узбережжі Чорного моря. Довжина берегової лінії — близько 4 км.
На західній околиці села починаються території Чорноморського біосферного заповідника.

## Назва
Документальних підтверджень походження назви Залізного Порта немає. Існує кілька версій, заснованих на розповідях місцевих жителів.
Одна з версій свідчить, що в селі був залізний пірс, що заходив на 100 метрів у море. Пірс використовувався для навантаження на невеликі судна зерна і риби. Згодом, з поступовим наступом моря на сушу, пірс виявився далеко від берега, і був поглинутий морем.
Згідно з іншою версією, для зберігання зерна, призначеного для відвантаження, використовувалась комора з залізним дахом, і моряки, бачивши залізну комору з суден, дали селу таку назву.
Відповідно до третьої версії, назва села походить від українського дієслова «заліз»: «І залізло це село під самє море. І тому порт — Залізний».
Місцеве населення в російському варіанті вживають назву «Железный Порт». 
На офіційних мапах радянського періоду російською мовою цей населений пункт позначається як Зализный Порт.

## Історія
Село засноване у 1922 році.
Згідно з Постановою Кабінету міністрів України №1391 від 15 грудня 1997 року, село Залізний Порт віднесено до курортних населених пунктів України.
24 лютого 2022 року село тимчасово окуповане російськими військами під час російсько-української війни.

## Населення
Згідно з переписом УРСР 1989 року чисельність наявного населення села становила 1506 осіб, з яких 756 чоловіків та 750 жінок.
За переписом населення України 2001 року в селі мешкало 1495 осіб.

### Мова
Розподіл населення за рідною мовою за даними перепису 2001 року:
| Мова       | Відсоток |
| ---------- | -------- |
| українська | 79,06 %  |
| російська  | 19,57 %  |
| вірменська | 0,72 %   |
| молдовська | 0,39 %   |
| болгарська | 0,07 %   |

## Інфраструктура
Залізний Порт — один з найбільших чорноморських курортів Херсонської області. Тут добре розвинена курортна інфраструктура: бази відпочинку, готелі, кафе, ресторани та клуби. Переважна їх частина зосереджена у прибережній зоні. Також в Залізному Порту діє ринок та численні магазини.
Освітнім закладом на території села є Залізнопортівська загальноосвітня школа I–III ступенів, де навчається близько 119 учнів.

## Клімат
Відмінною рисою клімату в Залізному Порту є те, що тут поєднуються дві кліматичні системи. З одного боку, сухий клімат південних степів Таврії, з іншого боку, вологе, морське повітря. У літній період середня температура води становить 20-23 градуси. Вода нагрівається досить швидко, тому що глибина не надто велика.

## Храми
- Свято-Сергіївський храм УПЦ МП.

## Галерея

Залізнопортівська ЗОШ
Свято-Сергіївська церква
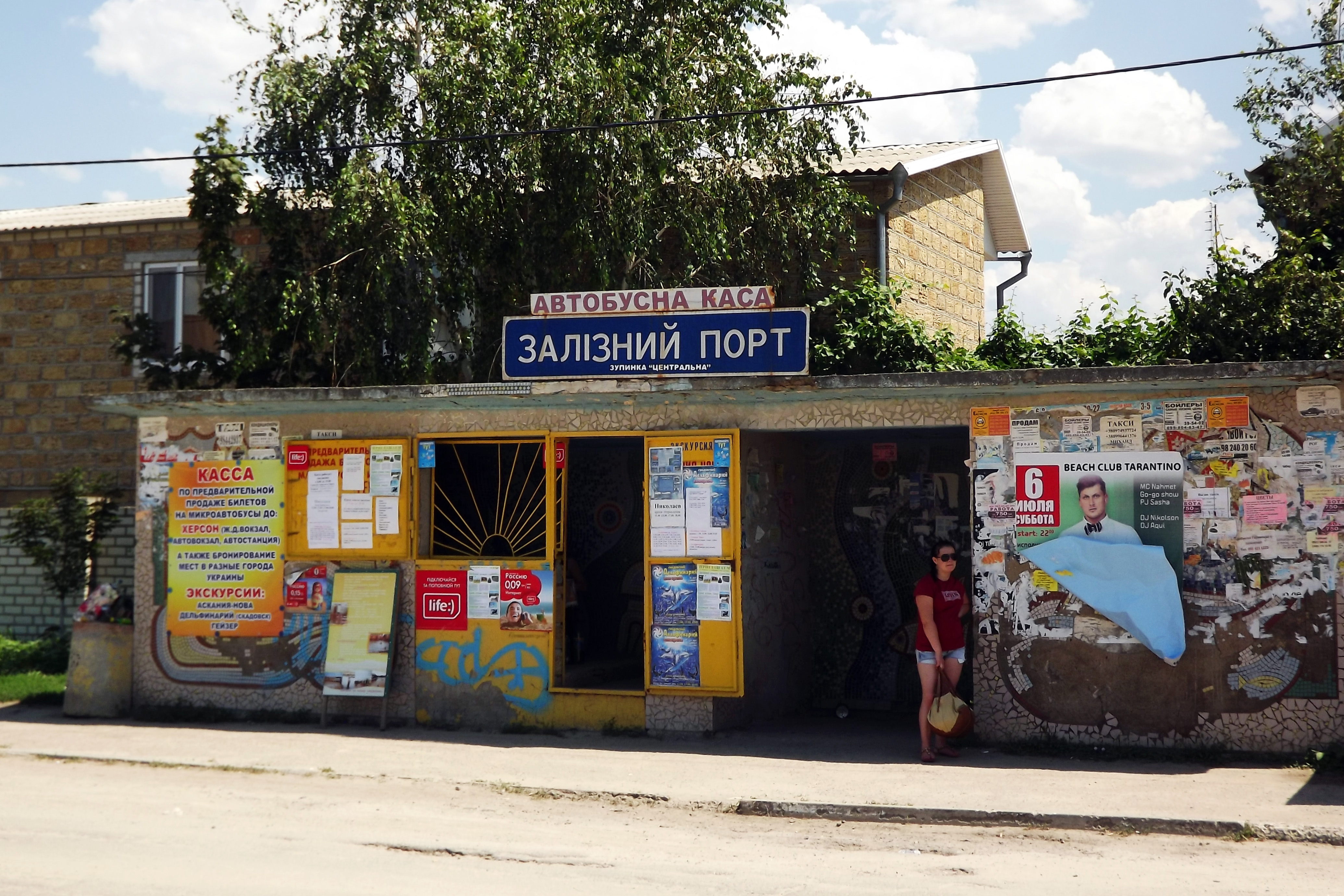
Центральна автобусна зупинка
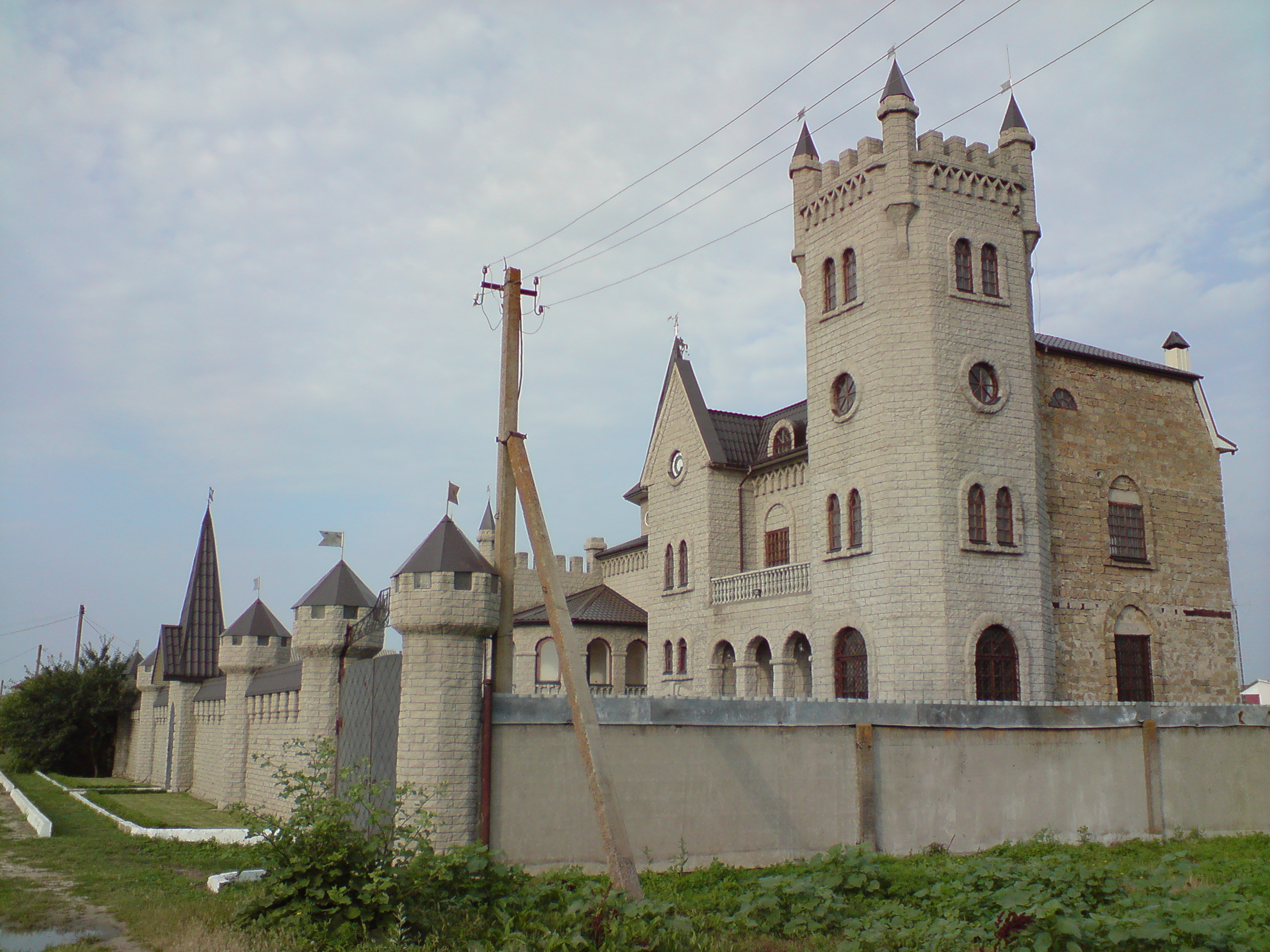
Сучасний «замок»